# Glomera minutigibba
Glomera minutigibba är en orkidéart som beskrevs av Johannes Jacobus Smith. Glomera minutigibba ingår i släktet Glomera och familjen orkidéer. Inga underarter finns listade i Catalogue of Life.